# F.C.S. Schiller
Pour les articles homonymes, voir Schiller.
Ferdinand Canning Scott Schiller dit F.C.S. Schiller (16 août 1864 - 6 août 1937) est un philosophe britannique d'ascendance allemande. Né à Altona (Holstein), il étudie à l'Université d'Oxford où il enseigne plus tard.  
Sa pensée s'apparente au pragmatisme de William James, bien qu'il préfère le terme d'« humanisme » pour désigner sa propre philosophie. Durant sa carrière, il a eu plusieurs polémiques avec des représentants de l'école idéaliste comme F. H. Bradley et des logiciens tels Bertrand Russell.
Compagnon de route du pragmatisme américain, il est l'auteur d'un ouvrage de métaphysique (Riddles of the Sphinx, 1891) plusieurs fois remanié, de nombreux articles théoriques sur l'humanisme ainsi que des ouvrages de logique pratique.

## Publications
- Riddles of the Sphinx (1891), éd. définitive, 1910.
- Personal Idealism (1902), ouvrage collectif avec un article de F.C.S. Schiller intitulé « Axioms as Postulates ».
- Humanism (1903) , rééd. 1912.
- Studies in Humanism (1907).
- Plato or Protagoras? (1908).
- Formal Logic (1912).
- Problems of Belief (1924, 2de éd.).
- Logic for Use (1929) .
- Our Human Truths (1939), posthume.